# Болшая Кокшага
Болшая Кокшага (на руски: Большая Кокшага) е река в Кировска област и Република Марий Ел на Русия, ляв приток на Волга. Дължина 294 km. Площ на водосборния басейн 6330 km².
Река Болшая Кокшага води началото си от западните части на възвишението Вятски Увал, на 146 m н.в., на 6 km североизточно от село Кокшага в югозападната част на Кировска област. Тече в южна посока, в горното течение през хълмисти райони, а в долното – в широка, гориста и силно заблатена долина през Волжко-Ветлужката низина, където коритото ѝ е изпъстрено със стотици меандри и старици и се разделя на ръкави. Влива се отляво в река Волга (в „опашката“ на Куйбишевското водохранилище), при нейния 1925 km, на 53 m н.в., при село Кокшайск, в южната част на Република Марий Ел. Основни притоци: Мамокша (51 km, ляв), Болшой Кундиш (173 km, десен). Има смесено снежно-дъждовно подхранване. Заледява се в началото на ноември, а се размразява през април. По течението ѝ, предимно в горното и средно течение са разположени около 100, предимно малки населени места, в т.ч. селищата от градски тип Кикнур и Санчурск в Кировска област.